# جماعة إزالة البدعة وإقامة السنة
جماعة إزالة البدعة وإقامة السنة (Jamatu Izalatil Bid'ah Wa Iqatis Sunnah - JIBWIS) حركة دينية إسلامية في نيجيريا تنتمي إلى السلفية أسست في عام 1978م لهدف بث التعليمات الدينية الصحيحة وإزالة ما يبدو في نظرها بدعة في الدين الإسلامي. تتخذ الجماعة مقرا في مدينة جوس وكادونا، تحت إدارة عبد الله بلا لو رئيساً إدارياً محمد ثاني يحيى جنغر رئيسا لمجلس العلماء. حصلت نزاعات داخلية شديدة في المنظمة بعد موت رئيسها الأول والمؤسس لها الشيخ إسماعيل إدريس زكريا والتي أدت إلى انقسام الجماعة إلى قسمين مع المنافسة بينهما على الإدارة والأتباع. لجماعة إزالة البدعة وإقامة السنة نشاطات عدة على الصعيد الديني والاجتماعي داخل نيجيريا والبلدان والمجاورة مثل النيجر وكاميرون وتشاد ولها قناة فضائية ومذياعية.

## تاريخ
كان تأسيس جماعة إزالة البدعة وإقامة السنة في مدينة جوس عام 1978م على يد الشيخ إسماعيل إدريس زكريا، أحد طلاب أبوبكر غومي وضابط في الجند النيجيري. وكانت حركة دينية بدأت في معسكر الجنود في كونتغورا الواقعة حالياً في ولاية نيجير شمال نيجيريا حيث كان يعمل المؤسس. وكانت تدعو إلى تصحيح العقيدة وأداء الأعمال الدينية على منهج الكتاب والسنة وترك كل ما هو بدعة في نظرها، كما تسعى إلى كشف الجهل عن الناس وحملهم على الفهم الصحيح للدين عن طريق الوعظ والإرشاد، إنشاء المدارس، فتح المساجد والجوامع، تقديم البرامج في الإذاعات والقنوات التلفازية وعقد المؤتمرات وغير ذلك مبنية على تعاليم وتأثيرات أبوبكر محمود غومي والذي ما زال الكثير من مسلمي نيجيريا يعتقدون أنه هو المؤسس الحقيقي للجماعة. ويرى البعض أن تأسيس المنظمة كان لهدف حماية تعاليم الشيخ غومي والتي تعتبر مناقضة للحركة الصوفية في البلاد آنذاك. وقد قال الشيخ غومي انفعالاً لتأسيس الجمعية:
| جماعة إزالة البدعة وإقامة السنة | كنت قلقا إلى حد ما من أن معظم أعضاء الجمعية الجديدة من الشباب والشابات، الذين جمعوا ما تعلموه مع الكثير من النشاط والحماس. كان خوفي أنهم قد لا يكونون كثيرًا الصبر في الوعظ، خاصة مع كبار العلماء في المجتمع، كثير منهم نشأوا في الطرق التقليدية القديمة | جماعة إزالة البدعة وإقامة السنة |

في 8 من فبراير 1978م، أسست الجميعة وتم تكوين لجنة مكونة من سبعة أشخاص، منهم الشيخ إسماعيل إدريس، والحاج موسى مسلا والحاج موسى محمد والحاج حسين. تم اقتراح اسم «جماعة البر والتقوى» من قبل أحد أفراد اللجنة، و«جماعة إزالة البدعة». ومن ثم تم اختيار الاسم الأخير من زيادة «وإقامة السنة» من قبل الشيخ أبوبكر غومي الذي أصبح بمثابة الأب الروحي للجمعية. تم تدشين الجمعية في 12 من مارس للعام 1978م وتم التسجيل الرسمي لها في عام 1985م بجهود الشيخ إسماعيل إدريس وقليل ممن معه. فأصبحت جماعة إزالة البدعة وإقامة السنة حركة منافسة للجمعيات التي تسيطر عليها الحركة الصوفية في البلاد مثل جماعة نصر الإسلام.

## هيكل الإدارة

### الرئيس
للمنظمة رئيس عام ونائبان. وهو مسؤول عن قيادة وتنظيم الاجتماعات وتمثيلها على المستوى الوطني.

### اللجنة العامة للجمعية
تتألف اللجنة العمة للجمعية من سبعين عضوا يمثلون الحكومات المحلية. تنتخب اللجنة أعضاء اللجنة الاستشارية واللجنة التنفيذية للجمعية. ويترأس هذه اللجنة رئيس المنظمة أو أحد نوابه.

### قسم الدعوة والاستشار
يتكون قسم الدعوة من 25 عضواً يرأسهم رئيس «المجلس الأعلى لشؤون الدعوة والإرشاد والتعليم» تحته سكرتير ونائبه. ومن مسؤوليتها نشر التعاليم وعقد المجالس العلمية والمؤتمرات وغيرها من الأعمال الدعوية.

### اللجنة التنفيذية
اللجنة مؤلفة من 15 عضوا برئاسة رئيس الجمعية. وتعتقد اللجنة اجتماعات تصدر منها قرارات جديدة تهم الجمعية. ويشترط أن يكون كل عضو بعيدا عن السياسية الوطنية للتفرغ لعمل كليا كما تسمح لأحد أن يشارك في الأنشطة السياسية باسم الجمعية.

### جماعة الإسعافات الأولية (JIBWIS First Aid Group)
تمثل جماعة الإسعافات الأولية للجمعية القسم الذي يقدم الإسعافات الأولية في حالة الطوارئ أثناء صلوات الجمع والتجمعات الدينية التي تجمع كثيرا من المنتمين للجمعية. لها نشاط ملحوظ جدا في تنظيم حركة المرور أثناء حدوث أي نشاط من أنشطة الجمعية.

### سكرتارية
يرأس سكرتارية الجمعية الأمين العام. تقوم بكتابة الرسائل وتسليمها باسم الجمعية.

### قسم الإعلام
يشرف القسم على بث برامج المنظمة في المواقع الإعلامية والأشرطة.

### القسم المالي
هذا القسم يجمع المال ويخطط لميزانية الجمعية وينظم إدارة الموارد. لا يمكن أن يتصرف بدون أمين صندوق الجمعية، قائد الجمعية، ورئيس مجلس العلماء.
وقم تم تقسيم إدارة الجمعية إلى ثلاثة أقسام رئيسية بالإضافة إلى مجلس الأمناء الدائم، وهي:
1. المجلس الوطني للوعاظ
2. المجلس الوطني للإدارة
3. المديرية الوطنية لمجموعات الإسعافات الأولية.

## التطورات وتهم الإرهاب
حدثت نزاعات داخلية بموت مؤسس الجمعية وتفرقت إلى قسمين. قسم يتخذ مقراً في مدينة جوس تحت نفوذ الشيخ يحيى جنغر، أحد أقرب طلاب المؤسس، وقسم آخر له مقر في ولاية كادونا. وحصلت في العقد الماضي محاولات التصالح بينهما واختير الشيخ محمد يحي جنغر رئيساً لمجلس العلماء والشيخ سمبو رغاتشكم رئيس مجلس التنفيذ. كما وجهت اتهامات غير مباشرة تتعلق بالإرهاب تجاه الجمعية بعد ظهور بوكو حرام. والذين يوجهون هذه التهم يبررون بأن قائد بوكو حرام كان متأثراً بدعوة الجمعية.

## إنجازات
1. في عام 2015م، أسست جماعة إزالة البدعة وإقامة السنة قناة تلفيزيون باسم «منارة» والتي تبث على نايل سات بلغة الهوسا.
2. قناة المذياع
3. الأعمال الخيرية - بيت الأيتام
4. إنشاء مدارس ذات مناهج مندمجة (الإسلامية والتقليدية)
5. إنشاء جامعة «السلام» في ولاية جغاوة (ما زالت في مرحلة البناء).